# Элберт (округ, Джорджия)
Э́лберт (англ. Elbert County) — округ штата Джорджия, США. Население округа на 2000 год составляло 20 511 человек, по переписи 2010 года — 20 166 человек. Административный центр округа — город Элбертон.

## История
Округ Элберт основан в 1790 году, назван в честь генерала Сэмюэла Элберта, бывшего губернатора Джорджии. 

## География
Округ занимает площадь 955.7 км2.

## Демография
Согласно Бюро переписи населения США, в округе Элберт в 2000 году проживало 20 511 человек. Плотность населения составляла 21.5 человек на квадратный километр.